# Юные Титаны
Юные Титаны (англ. Teen Titans), также известные как Новые Юные Титаны (New Teen Titans), Новые Титаны (New Titans) или просто Титаны (Titans) — вымышленная команда супергероев из комиксов издательства DC Comics, а также многочисленные одноимённые серии комиксов об этой команде. Как следует из названия, большинство участников этого отряда — подростки-супергерои.
Первый вариант команды дебютировал в «The Brave and the Bold» #54 (1964) как подростковый вариант Лиги Справедливости в составе Робина (Дик Грейсон), Кид Флэша (Уолли Уэст) и Аквалэда, юных помощников участников Лиги Бэтмена, Флэша и Аквамена. Под своим оригинальным названием группа впервые появилась в «The Brave and the Bold» #60, где к ней присоединилась Чудо-девочка (Донна Трой), младшая сестра Чудо-женщины. Помощник Зелёной стрелы, Спиди (Рой Харпер), позднее занял в команде место Аквалэда.

## Вне  комиксов
- Мультфильм «Час Бэтмена и Супермена[англ.]». Состав команды: Аквалэд, Кид Флеш, Чудо Девушка и Спиди.
- Мультсериал «Юные титаны». Состав команды: Бист Бой, Старфаер, Робин, Рэйвен и Киборг.
- Мультфильм «Юные Титаны: Происшествие в Токио».
- Мультсериал «Юные титаны, вперёд!» Такой же состав, что и в предыдущем сериале.
- Мультфильм «Лига Справедливости против Юных Титанов». Состав команды: Найтвинг, Робин, Старфаер, Рэйвен, Бистбой и Киборг.
- Мультфильм «Юные Титаны: Контракт Иуды». Такой же состав, только в нём раньше находилась Терра, позже в команду вступила Чудо-девушка.
- Сериал «Титаны».  Состав команды: Робин (Дик Грейсон), Старфаер, Рэйвен, Бист Бой,Киборг.